# Ольгерд Кричинський
Ольгерд Найман-Мірза-Кричинський (пол. Olgierd Najman-Mirza-Kryczyński; крим. Olgerd Naiman-Mirza-Krychynskyi, бл. 22 жовтня 1884, Вільнюс — бл. 2 червня 1941 року, Смоленськ) — польський громадський і політичний діяч, учасник татарського національного руху. Магістр права, прокурор окружного суду в Вільнюсі, а з 1932 року прокурор Верховного суду в Варшаві, голова культурно-освітнього об'єднання татар Польщі. Брат відомого польсько-татарського історика і журналіста Леона Кричинського.

## Життєпис
Ольгерд Найман-Мірза-Кричинський народився 22 жовтня 1884 в Вільнюсі, був сином Констянтина і Марії (уродж. Ахматович). Походив із роду Кричинських. Здобув юридичну освіту. Після розвалу центральної влади в Росії в кінці Першої світової війни, Кричинський вирушив разом з братом, Леоном Кричинським, до Криму, де брав активну участь у громадському житті.
Про цей період в житті Криму доктор Селім Хажбієвіч писав: «Польські татари домінували в політичному і культурному житті Криму, і якщо б державну незалежність Криму вдалося зберегти, можливо, це була б держава організована і керована польськими татарами».
Після захоплення півострова більшовиками Ольгерд Найман-Мірза-Кричинський вирушив до Азербайджану, де працював у 1919—1920 заступником міністра юстиції. В 1920 році призначений делегатом конференції країн Південного Кавказу в Тбілісі. Був автором проєкту Конфедерації Азербайджану, Грузії і Вірменії.
Після окупації регіону більшовиками йому вдалося повернутися до Польщі, де брав участь в культурному і громадському житті польського татар. В 1925 році, очолив культурно-освітнє об'єднання польських татар (голова центральної ради). Співпрацював з журналом «Rocznik Tatarski». Професійно пов'язаний з системою правосуддя, служив прокурором Вільнюського окружного суду, в 1932 році був призначений прокурором Верховного суду Польщі.
Був заарештований радянськими спецслужбами. Помер 2 червня 1941 у в'язниці в Смоленську